# کالوبه
کالوبه (به آلمانی: Kalübbe) یک شهر در آلمان است که در Plön (District) واقع شده‌است. کالوبه ۵۸۶ نفر جمعیت دارد.